# Épagneul de Saint-Usuge
 (mai 2020).
Si vous disposez d'ouvrages ou d'articles de référence ou si vous connaissez des sites web de qualité traitant du thème abordé ici, merci de compléter l'article en donnant les références utiles à sa vérifiabilité et en les liant à la section « Notes et références ».
L'épagneul de Saint-Usuge est une race d'épagneul originaire de la région de Bresse en France. 
La race a des origines remontant au moins au XVIe siècle, mais qui a presque disparu à la fin de la Seconde Guerre mondiale. Grâce aux efforts de Robert Billard, la race est réapparue au cours de la seconde moitié du XXe siècle. Son club de race national a été fondé en 1990. La race a été reconnue par la société centrale canine en 2003.

## Historique
D'après le docteur Guillemin, juge à l'exposition canine de Louhans en 1936 où 9 chiens avaient été présentés, c'est l'ancienne race des épagneuls qui se serait conservée intacte en Bresse. Le docteur Guillemin affirme même avoir retrouvé dans les chiens qui lui ont été « présentés », le portrait frappant des chiens de perdrix que représentent les vieilles tapisseries des Gobelins de divers châteaux d’Avignon et du Palais des Papes[réf. nécessaire].
Pourquoi ce nom d'Épagneul de Saint-Usuge ? Dans un concours de chiens d’arrêt, cet épagneul a emporté le 1er prix, et lorsque le juge a demandé à son propriétaire de quelle race il s'agissait, il lui fut répondu que c'était un Épagneul de la région, du village de Saint-Usuge[réf. nécessaire]. Le cynégéticien franc-comtois, baron de Reculot, dans ses Souvenirs de chasse au marais parus dans le Journal des Chasseurs de 1838 signale les qualités de ce petit épagneul qui « se fourre partout, qui fouille tout et ne laisse aucun coin inexploré »[réf. nécessaire].
L'épagneul de St-Usuge a failli disparaître. Avant la Seconde Guerre mondiale, il n'en restait que quelques exemplaires. Et ce fut à ce moment-là, vers le milieu du siècle dernier, qu'une histoire peu ordinaire commença. En 1939, le jeune abbé Robert Billard est nommé curé de la commune de Savigny-en-Revermont, située à la limite de la Saône et Loire et du Jura. C'est un chasseur de bécasses passionné et il a entendu parler de ce petit épagneul bressan et de ses qualités exceptionnelles. Il décide donc d'en chercher un, mais malheureusement la guerre éclate et l'abbé est fait prisonnier et part en captivité. À son retour en 1945, son idée toujours en tête, il interroge la Société centrale canine pour acquérir un épagneul de Saint-Usuge. Il lui est alors répondu que la race a disparu et que la dernière présence dans une exposition canine date de 1936. Sans se décourager, l'abbé commence ses recherches de ferme en ferme et son obstination est récompensée lorsqu' en 1946 il découvre à Le Fay, un village, un chienne assez pure et correspondant au standard de l'époque. Peu fortuné il décide de vendre sa montre en or à son frère, afin qu'elle reste dans la famille, pour acheter la chienne. Il baptise sa petite chienne « Poupette » et commence à chasser avec elle. De plus en plus séduit par les qualités de la race au fil de ses sorties, il pense alors à acquérir un mâle. Ce n'est pas sans peine, mais en 1950 il trouve à Louhans « Dick », fils d'un chien qui avait obtenu le 1er prix à l'exposition de 1936. Puis arrive la première portée et le curé Billard commence alors un cahier d'élevage. Il lui faut faire les choix qu'impose une telle régénérescence, c'est-à-dire éliminer avec rigueur les impuretés, les tares et les imperfections. Se pose alors le problème du renouvellement du sang, car les Saint-Usuge sont peu nombreux.
Constatant que le standard de l'épagneul de Saint-Usuge, défini par le docteur Longin en 1936, est pratiquement identique à celui du petit Münsterländer, l'abbé Billard se rend en Allemagne en 1962 et acquiert « Bianca von der Rumerburg », une chienne au palmarès brillant[réf. nécessaire]. Pendant 33 ans il va s'attacher avec ténacité à la reconstruction de la race, élevant près de 250 chiens dans son presbytère de Savigny-en-Revermont. Dans son cahier d'élevage, l'abbé notait les qualités de chasse de chacun de ses chiens, surtout en traquant le gibier qui le passionnait plus que tout autre : la bécasse.
En 1978, il élève sa dernière portée et il offre son dernier chiot à la fille d'un de ses amis le jour de sa communion solennelle, avec une arrière pensée. Car il comptait bien faire de cet ami le successeur du travail qu'il avait accompli depuis plusieurs décennies. Serge Bey, dont il s'agit, chef de district local à l'ONF, était chasseur et amoureux des chiens. Le 6 avril 1980, le curé lui lègue son précieux cahier d'élevage avec promesse de continuer son œuvre. Après un recensement des différents propriétaires, le premier rassemblement d'épagneul de Saint-Usuge a lieu le 21 octobre 1989 à Mervans, en présence de l'abbé Billard. L'année suivante, une poignée de passionnés autour de Serge Bey décident la création du « Club de l'épagneul de Saint-Usuge » dont l'un des objectifs est la reconnaissance officielle de la race. En janvier 2003 la Société centrale canine ouvre le L.O.F.[Quoi ?] aux épagneuls de Saint-Usuge. 
Depuis la création du club, plus de 1 200 chiens ont vu le jour, répartis dans presque tous les départements français, mais aussi dans plusieurs pays étrangers (Canada, États-Unis, Suisse, Autriche…) et notamment en Allemagne où il existe une antenne dynamique représentée par Christine Andres[réf. nécessaire].

## Standard

### Aspect général
Chien d'arrêt de type Épagneul au poil mi-long, souple, plat et soyeux, d'un ensemble harmonieux et élégant. C'est un chien médioligne, bien musclé et résistant, docile et au regard doux. Ses allures sont souples et régulières, d'une amplitude moyenne. 

### Proportion
Chien qui s'inscrit dans un rectangle, dans des proportions souhaitées de 9 à 10 (9 hauteur au garrot ; 10 longueur du corps).

### Tête
En rapport avec la taille du chien et du sexe. Lignes du crâne et du chanfrein divergentes. 
Région crânienne 
- Crâne : Légèrement bombé, de largeur moyenne.
- Stop : Bien visible ; plus marqué chez le mâle que la femelle.

### Membres
Membres antérieurs (avant-main) 
- Généralités : Vus de face droits et parallèles. Vus de profil bien placé sous le corps. Le bras et l'avant-bras sont de longueur sensiblement égale.
- Épaule : Bonne angulation, forte et bien musclée.
- Bras : Bien musclés et secs, garnis d'une frange.
- Coudes : Bien collés au corps, ni déviés en dehors, ni tournés en dedans.
- Avant-bras : D'aplomb, d'une ossature forte.
- Carpe : Robuste.
- Métacarpe : Légèrement incliné.
- Pieds antérieurs : Garnis de poils. Parallèles à l'axe longitudinal du corps, allongés, non écrasés, moyennement serrés. La sole est bien nourrie. Les ongles sont solides et de couleur foncée.

Membres postérieurs (arrière-main) 
- Généralités : Vus de derrière, d'aplomb et parallèles. Bonne ossature.
- Cuisses : Plates, longues, bien descendues, non gigotées.
- Grassets : Forts, bien angulés.
- Jambes : Longues, moyennement musclées.
- Jarrets : Bien angulés et secs.
- Métatarses : Inclinés sans exagération, de longueur moyenne.
- Pieds postérieurs : Garnis de poils. Parallèles à l'axe longitudinal du corps, allongés, non écrasés, moyennement serrés. La sole est bien nourrie. Les ongles sont solides et de couleur foncée.

### Allures
- Souples et régulières, d'une amplitude moyenne, mais cependant fières et harmonieuses.

### Région faciale
- Truffe : Pigmentation marron en harmonie avec la robe. Narines bien ouvertes.
- Museau : Droit, de longueur sensiblement égale au crâne.
- Lèvres : Bonne pigmentation dans la couleur de la robe ; peu développées mais suffisamment descendues pour ne pas rendre le museau pointu. Elles doivent bien couvrir la denture.
- Mâchoires, denture/dents : Mâchoires présentant un articulé en ciseaux, c'est-à-dire que la face postérieure des incisives supérieures est en contact étroit avec la face antérieure des incisives inférieures. Les dents étant implantées à l'équerre dans les mâchoires ; 42 dents selon la formule dentaire.
- Yeux : Ronds, bien ouverts et non saillants, avec un regard vif, de couleur noisette (nuance foncée recherchée). Les paupières qui épousent bien la forme du globe oculaire ont des bords bien pigmentés.
- Oreilles : implantées au-dessous de la ligne de l'œil. Plates, triangulaires, bien frangées, la frange atteignant l'extrémité du museau.

### Cou
- Court et puissant, sans fanons.

### Tronc
- Ligne du dessus : Droite.
- Garrot : Marqué.
- Dos : Bien soutenu et musclé.
- Reins : De longueur moyenne et bien musclés.
- Croupe : Courte, donnant l'aspect d'un petit chien bien râblé.
- Poitrine : Large et bien développée dans ses trois dimensions. côtes arrondies sans exagération.
- Ligne du dessous : Remontant légèrement vers l'arrière.
- Queue : Atteignant le niveau du jarret, frangée et garnie d'un beau panache. Elle n'est pas écourtée, et elle est portée en lame de sabre.

### Peau
- Marbrée de tâches marron, elle épouse la forme du corps sans former de plis.

### Robe
- Qualité du poil : Mi- long, légèrement ondulé, bien fourni sur tout le corps. Le poil de la tête est plus court, ainsi que celui des membres qui sont bien frangés. Les oreilles et la queue sont bien frangées. Le poil du poitrail est bien fourni et la ligne du dessous est marquée par une frange.
- Couleur du poil : Bicolore, marron panaché blanc sans plages de couleur blanche ; avec ou sans étoile blanche au front à l'âge adulte (les chiots naissent tous avec un étoile blanche au front qui peut disparaître à l'âge adulte).

### Taille
- Hauteur au garrot : Mâles : 0,45 à 0,53 m / Femelles : 0,41 à 0,49 m

## Défauts
- Tout écart par rapport à ce qui précède doit être considéré comme un défaut qui sera pénalisé en fonction de sa gravité.
- Défauts graves : Museau court, étroit ou pointu. Paupières très lâches. Dos ensellé ou dos de carpe. Croupe surélevée. Sternum trop court. Coudes fortement déviés en de hors ou tournés en dedans. Jarrets clos, jarrets de vache ou en tonneau, aussi bien en position debout qu'en mouvement. Sujet qui va l'amble. Allures raccourcies, démarche raide.
- Défauts éliminatoires  : Faiblesse de caractère, peur du coup de feu ou du gibier. Prognathisme supérieur ou inférieur, mâchoire déviée. Dents manquantes à part les P1. Entropion, ectropion. Queue courte de naissance, fouet dévié ou cassé, ou chien naissant anoure. Défauts de pigmentation. Yeux vairons (hétérochromie). Toute robe différente au standard, robe tricolore, plages blanches.

N.B. Les mâles doivent avoir deux testicules d'apparence normale complètement descendus dans le scrotum.

## Standard de travail
Chien d'un naturel très doux et docile, son dressage s'avère facile à condition de n'avoir aucun geste brutal. C'est un chien d'une grande sensibilité pour lequel une voix ferme suffira à obtenir ce que le dresseur exigera.
L'Épagneul de Saint-Usuge est un chien tout à fait polyvalent, chassant aussi bien au bois, en plaine que dans les étangs ou marais. C'est un pisteur et un broussailleur qui aime particulièrement la chasse de la bécasse. 

### Quête
Elle est celle d'un chien continental. Elle doit avoir une ampleur maximale de 40 mètres de chaque côté. L'allure est modérée. C'est un chien chassant sous le fusil et soucieux en permanence de garder le contact avec son maître. Il lui arrive fréquemment de revenir sur ses pas pour contrôler une émanation. Il peut aussi bien chasser la tête haute que pister le nez au sol assez longtemps pour remonter jusqu'au gibier tant qu'il ne sera pas bloqué. Le fouaillement de queue est alors assez intense. 

### Port de tête
- Il peut être assez haut par rapport à la ligne du dos si les émanations sont portées par le vent mais il peut être à ras du sol si une piste doit être remontée.

### Arrêt
Il est ferme, en position debout, la tête dans l'angle d'émanation. Le fouet peut être à l'horizontale mais on tolèrera un léger balancement, signe de la proximité immédiate du gibier.

## Caractère
D'un naturel doux, docile, équilibré, affectueux, d'une grande sensibilité, sans crainte du gibier, attentif et passionné, il est facile à dresser.

## Utilité
Chien d'arrêt